# 钝叶山芝麻
钝叶山芝麻（学名：Helicteres obtusa），为梧桐科山芝麻属下的一个植物种。